# Шорт-Памп (Вірджинія)
Шорт-Памп (англ. Short Pump) — переписна місцевість (CDP) в США, в окрузі Генрайко штату Вірджинія. Населення — 30 626 осіб (2020).

## Географія
Шорт-Памп розташований за координатами 37°39′25″ пн. ш. 77°37′16″ зх. д. / 37.65694° пн. ш. 77.62111° зх. д. (37.656933, -77.621008).  За даними Бюро перепису населення США в 2010 році переписна місцевість мала площу 23,48 км², з яких 23,17 км² — суходіл та 0,31 км² — водойми.

## Демографія
Згідно з переписом 2010 року, у переписній місцевості мешкало 24 729 осіб у 9217 домогосподарствах у складі 6483 родин. Густота населення становила 1053 особи/км².  Було 9795 помешкань (417/км²).
Расовий склад населення:
| - 75,0 % — білих - 15,9 % — азіатів - 5,7 % — чорних або афроамериканців - 0,1 % — корінних американців |

До двох чи більше рас належало 2,5 %. Частка іспаномовних становила 3,2 % від усіх жителів.
За віковим діапазоном населення розподілялося таким чином: 30,0 % — особи молодші 18 років, 63,2 % — особи у віці 18—64 років, 6,8 % — особи у віці 65 років та старші. Медіана віку мешканця становила 35,5 року. На 100 осіб жіночої статі у переписній місцевості припадало 93,9 чоловіків;  на 100 жінок у віці від 18 років та старших — 89,4 чоловіків також старших 18 років.
Середній дохід на одне домашнє господарство  становив 134 786 доларів США (медіана — 111 202), а середній дохід на одну сім'ю — 154 931 долар (медіана — 127 460). Медіана доходів становила 90 995 доларів для чоловіків та 56 924 долари для жінок. За межею бідності перебувало 1,8 % осіб, у тому числі 1,2 % дітей у віці до 18 років та 1,7 % осіб у віці 65 років та старших.
Цивільне працевлаштоване населення становило 15 175 осіб. Основні галузі зайнятості: освіта, охорона здоров'я та соціальна допомога — 22,6 %, фінанси, страхування та нерухомість — 21,6 %, науковці, спеціалісти, менеджери — 16,1 %.